# Fugitivos (álbum)
Fugitivos es el segundo álbum de la banda chilena de Rock, Rama. A diferencia del álbum anterior, evolucionan y mejoran su sonido, orientándolo al Rock alternativo.
con una fuerte temática en las letras sobre la muerte, destacan Comunicar, Esqueletos, Dedicado y Rompeolas.
En un principio el álbum iba a ser lanzado en el año 2004 e incluso estaba listo, pero debido a problemas internos fue lanzando 3 años más tarde.

## Listado de temas
1. Comunicar - 4:50
2. Consecuencia - 3:45
3. Algo Empieza a Nacer - 3:52
4. Fugitivos - 4:49
5. Esqueletos - 4:59
6. Alguien Más - 2:57
7. Dedicado - 4:33
8. Aura - 6:18
9. Misión - 4:12
10. Rompeolas - 4:53

## Créditos
- Sebastián Cáceres - voz
- Daniel Campos - guitarra
- Marcelo Correa - bajo
- Helmuth Wellmann - batería